# 7704 Dellen
7704 Dellen är en asteroid i huvudbältet som upptäcktes den 1 mars 1992 i samband med projektet UESAC. Den fick den preliminära beteckningen 1992 EB7 och namngavs senare efter Dellen, en sjö i Hudiksvalls kommun i Hälsingland.
Dellens senaste periheliepassage skedde den 7 juni 2019.[Uppdatering behövs]